# Єнісей (бронепоїзд)
Бронепоїзд «Єнісей» — бронепоїзд, який наразі використовується Російською Федерацією для вторгнення в Україну в 2022 році. За даними українських джерел, «Єнісей» був побудований з деталей, вкрадених з Укрзалізниці в Харківській області.

## Технічні характеристики та деталі
Поїзд захищений бронелистами невідомої товщини і призначений для транспортування матеріалів, відновлення та розмінування пошкоджених колій, а також для інженерної розвідки. Однак потяг також є підозрілим для бойових дій через наявність ЗУ-23-2 і встановленої на ньому БМП-2, проте російські джерела заперечують роль Єнісею як бойової машини, скоріше стверджуючи, що потяг є використовувався в гуманітарних цілях, таких як постачання води, медикаментів та харчів для мирного населення Донбасу, а також евакуація понад тисячі людей із зон бойових дій.
Зараз у складі поїзда принаймні два локомотиви типу ЧМЕ3 плюс вісім вагонів (два з яких є платформами від БМП-2 і ЗУ-23-2). Загалом «Єнісей» складається з двох порожніх вагонів-платформ для вантажних, матеріально-технічних і будівельних цілей у передній і кінцевій частинах поїзда, вагон-платформа з БМП-2 як «голова», за якою йде зенітний вагон. встановлення гармати ЗУ-23-2 поруч із закритою кабіною з шістьма кулеметними щілинами, перший локомотив типу ЧМЕ3, кулеметний вагон з більшою кількістю гарматних щілин, вантажний вагон, ще один кулеметний вагон і другий локомотив типу ЧМЕ3.
Це не перший бронепоїзд, використаний у російсько-українській війні, оскільки в березні було зафіксовано, що кілька інших бронепотягів перевозили матеріально-технічні та військові вантажі через Крим.